# Afrosciadium
Afrosciadium es un género con 18 especies  perteneciente a la familia  Apiaceae. Es originario de Angola.

## Taxonomía
El género fue descrito por Pieter J. D. Winter y publicado en Taxon 57(2): 359. 2008.  La especie tipo es: Afrosciadium harmsianum (H.Wolff) P.J.D.Winter	

## Especies
- Afrosciadium abyssinicum (Vatke) P.J.D.Winter
- Afrosciadium articulatum (C.C.Towns.) P.J.D.Winter
- Afrosciadium caffrum (Meisn.) P.J.D.Winter
- Afrosciadium dispersum (C.C.Towns.) P.J.D.Winter
- Afrosciadium englerianum (H.Wolff) P.J.D.Winter
- Afrosciadium eylesii (C.Norman) P.J.D.Winter
- Afrosciadium friesiorum (H.Wolff) P.J.D.Winter
- Afrosciadium gossweileri (C.Norman) P.J.D.Winter
- Afrosciadium harmsianum (H.Wolff) P.J.D.Winter
- Afrosciadium kerstenii (Engl.) P.J.D.Winter
- Afrosciadium lundense (Cannon) P.J.D.Winter
- frosciadium lynesii (C.Norman) P.J.D.Winter
- Afrosciadium magalismontanum (Sond.) P.J.D.Winter
- Afrosciadium natalense (Sond.) P.J.D.Winter
- Afrosciadium nyassicum (H.Wolff) P.J.D.Winter
- Afrosciadium platycarpum (Sond.) P.J.D.Winter
- Afrosciadium rhodesicum (Cannon) P.J.D.Winter
- Afrosciadium trisectum (C.C.Towns.) P.J.D.Winter